# Rod Robbie

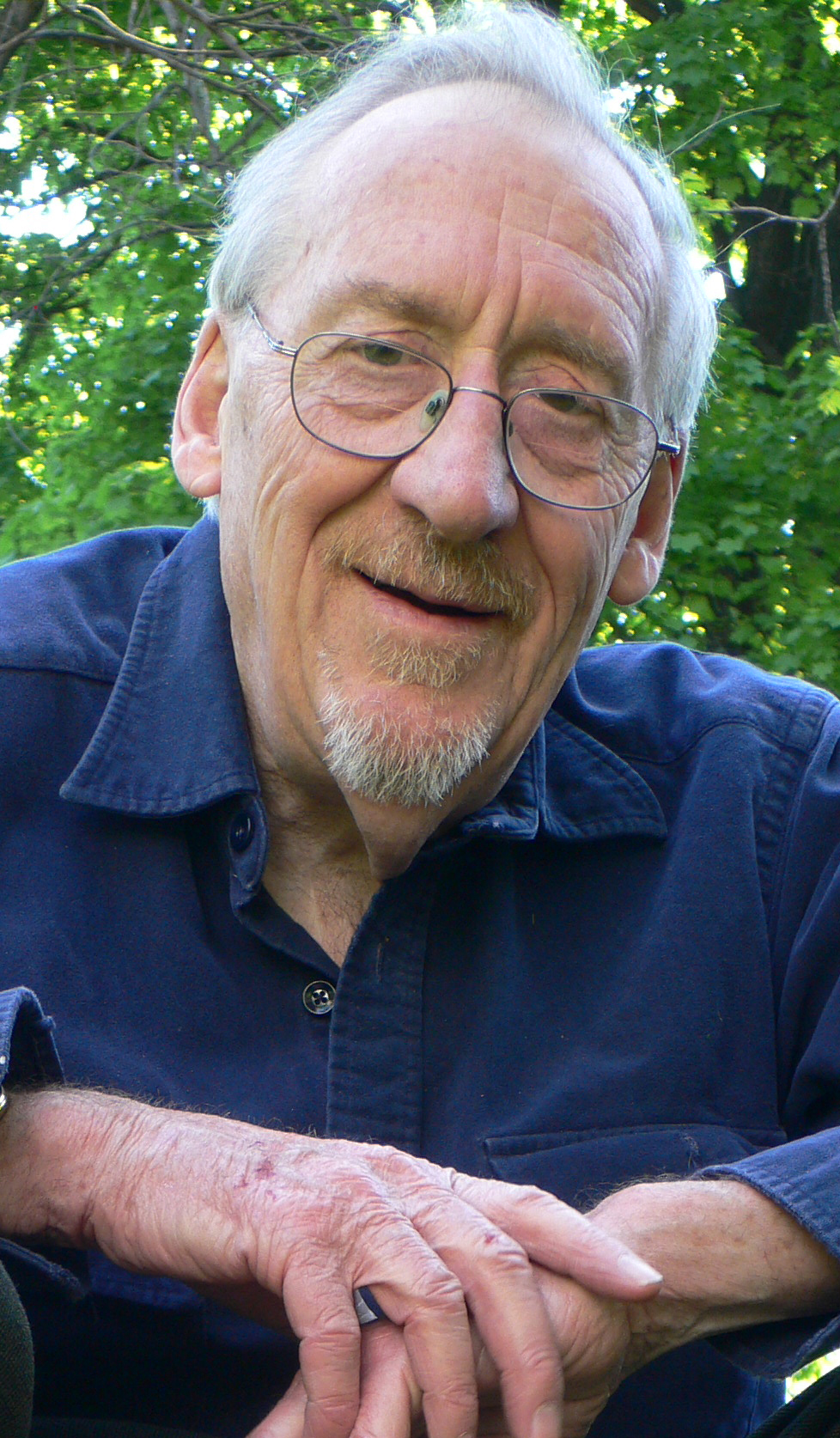
Rod Robbie (2007)

Roderick George Robbie, O.C., LL.D., F.R.A.I.C., (* 15. September 1928 in Poole, England; † 4. Januar 2012 in Toronto) war ein kanadischer Architekt. Er war bekannt für das Design des kanadischen Pavillons auf der Expo 67 und die multifunktionale Sportarena Rogers Centre in Toronto.

## Leben
Robbie, der im englischen Poole als Sohn von William George und Gladys May Robbie geboren worden war, begann seine berufliche Laufbahn 1951 bei der British Rail. Seinen Wehrdienst leistete er in Ägypten und dem Vereinigten Königreich im Regiment der Bauleiter von 1947 bis 1949. Im Jahr 1956 siedelte er nach Kanada über und arbeitete dort für verschiedene Architekturbüros. Als Partner des Büros Ashworth, Robbie, Vaughan and Williams Architects and Planners gestaltete er 1967 den kanadischen Pavillon Katimavik für die Weltausstellung Expo 67 in Montreal. Weltweite Beachtung fand sein Entwurf für die multifunktional einsetzbare Sportarena SkyDome (heute: Rogers Centre), welches das erste Stadion mit einem komplett einziehbaren Dach war.
Robbie war politisch aktiv und engagierte sich lange Jahre für verschiedene Parteien und die Anti-Atomkraft-Bewegung. Er war verheiratet mit Enid Robbie, die 2001 verstarb, und hatte vier Kinder mit ihr.

## Auszeichnungen
- 1989: Fellow des Royal Architectural Institute of Canada[3]
- 2001: Ehrendoktorwürde der Dalhousie University in Halifax[4]
- 2003: Companion of the Order of Canada[5]

## Werke
- Housing with a future: a preliminary study of autonomously serviced settlement in Canada, Central Mortgage & Housing Corporation, 1976.